# Circulation splanchnique
La circulation splanchnique est la vascularisation de l'appareil digestif (et irrigue en sang, le tube digestif, le foie, le pancréas et la rate). La circulation splanchnique reçoit une grande partie du débit cardiaque, particulièrement en période post-prandiale (après un repas). Il s'agit d'un réseau porte (ou système porte) ce qui signifie qu'il est composé de deux réseaux capillaires en série. Le premier réseau capillaire est composé du sang veineux provenant du tube digestif, de la rate et du pancréas. Il va rejoindre le foie via la veine porte qui débouche sur le deuxième réseau capillaire, c'est-à-dire le réseau sinusoïdal hépatique. La dernière étape correspond au déversement du contenu sanguin du réseau sinusoïdal hépatique dans la veine cave inférieure (système central) via les veines sus-hépatiques. 
Splanchnique provient du grec splankhnon signifiant viscère.